# Esposimetro

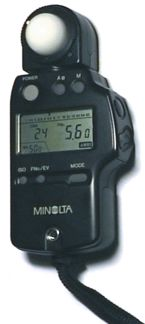
Esposimetro esterno digitale

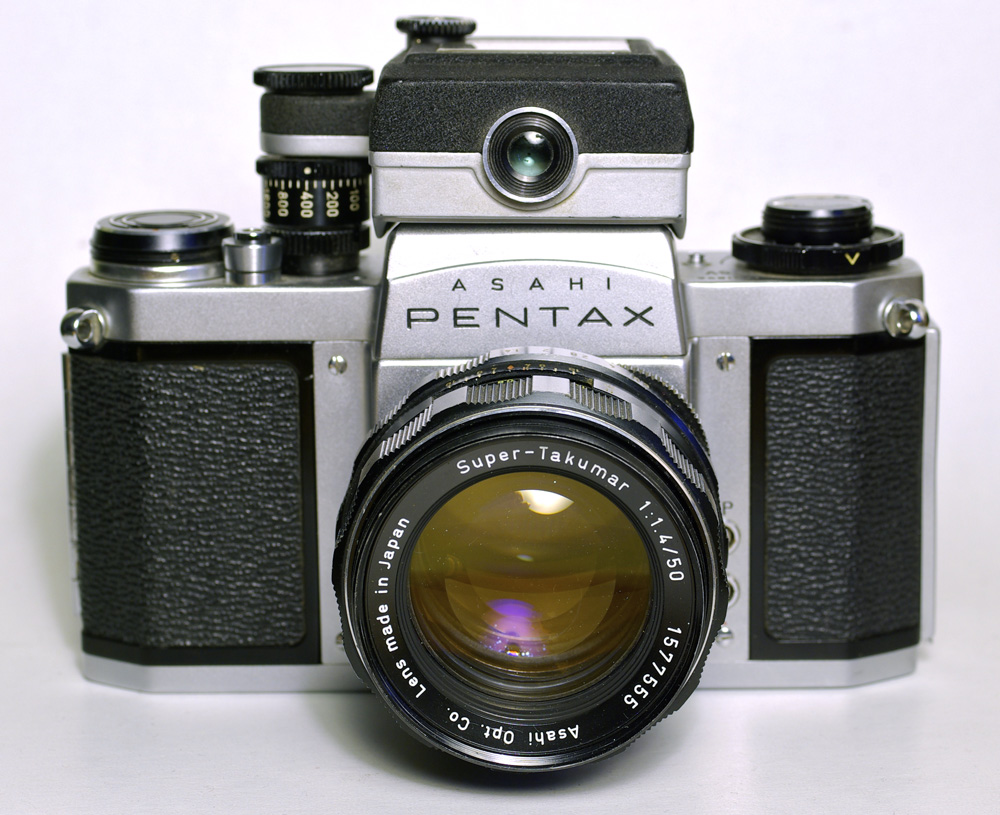
Esempio di fotocamera equipaggiata con un esposimetro

L'esposimetro è uno strumento, più specificatamente un particolare tipo di illuminometro, utilizzato in fotografia e nel cinema per quantificare la luce presente (o esposizione) in una scena. Fornisce un valore di esposizione con cui si può risalire alla coppia tempo/diaframma migliore. La lettura è mostrata attraverso un ago galvanometrico, oppure un LCD nel caso di un esposimetro digitale.
Un esposimetro dedicato è inoltre utilizzato nella stampa fotografica per misurare la quantità di luce e decidere con maggiore precisione il tempo di esposizione della carta fotografica sul piano di proiezione dell'ingranditore.

## Materiali fotosensibili
La luce è misurata attraverso elementi fotosensibili come il solfuro di cadmio, il selenio o il silicio.
Il solfuro di cadmio (CdS) reagisce diminuendo la resistenza elettrica se esposto alla luce. Lo svantaggio principale è che reagisce con lentezza ed è soggetto all'effetto memoria delle letture precedenti, specie se ravvicinate.
Il selenio (Se) reagisce alla luce emettendo una debole corrente elettrica, misurata da un galvanometro. Il difetto di questo materiale è che richiede una superficie ampia per funzionare correttamente, non è quindi impiegato all'interno delle moderne fotocamere.
Il silicio (Si), come il selenio, emette una debole corrente elettrica se esposto alla luce, corrente che viene amplificata dal circuito dell'esposimetro. La risposta del silicio è molto rapida ed è il materiale più comunemente utilizzato all'interno delle fotocamere.

## Tipi di esposimetri
Gli esposimetri si dividono in due categorie:
- per luce riflessa
- per luce incidente

Nel primo caso l'esposimetro è comunemente contenuto all'interno della fotocamera e la misura è ottenuta puntando l'obiettivo verso la scena da riprendere. La luce che riflette sulla superficie del soggetto agisce sul sensore fotosensibile all'interno della fotocamera misurando la quantità di luce. Di solito il valore misurato è visualizzato all'interno del mirino mediante ago galvanometrico o led. Questo tipo di misura è soggetto al tipo di materiale e al colore con cui è composto il soggetto, per questo motivo può richiedere una compensazione dell'esposizione.
Nel secondo caso l'esposimetro è esterno e deve essere posizionato accanto al soggetto da riprendere, puntando la semisfera bianca di cui è dotato verso la fotocamera. Se il contrasto luminoso è elevato, è opportuno mediare la lettura precedente con una seconda puntando l'esposimetro verso la fonte di luce. Il valore rilevato è esente da difetti dovuti alle caratteristiche del materiale, come cromatismi o levigatezza della superficie.

## Metodi di lettura per luce riflessa
La lettura della luce può avvenire con modalità diverse per diminuire gli errori e rendere più creativo il procedimento fotografico.
Nella lettura "spot" l'esposimetro limita la lettura ad un'area ben precisa e ristretta, permettendo la selezione della zona dove effettuare la misurazione. È un sistema molto preciso e richiede esperienza per ottenere buoni risultati. È disponibile con alcune fotocamere e anche con alcuni esposimetri esterni.
La lettura "media" utilizza tutto il campo inquadrato e può produrre grossolani errori a causa di fonti di luce o zone d'ombra all'interno della scena.
La lettura "media a prevalenza centrale" o "semispot" è un aggiornamento della lettura media e utilizza due sensori che leggono la scena in modo diverso. Il primo utilizza la zona centrale e la seconda il resto, il processore si occupa poi di unire i risultati privilegiando la zona centrale.
Il metodo "multizona" o "matrix" utilizza diversi sensori mediando i risultati con algoritmi di calcolo, in alcuni casi i risultati ottenuti sono confrontati con una serie di scene già memorizzate all'interno della fotocamera, per scegliere il tempo e diaframma migliore. È il sistema più affidabile e avanzato. La prima fotocamera ad utilizzare questo tipo di lettura fu la Nikon FA.

## Uso durante lo scatto
L'esposimetro restituisce un valore medio di luce, come se si inquadrasse un chiarore simile al grigio medio abbastanza simile all'erba. Per cui, in presenza di tonalità molto chiare (neve, riflessi dell'acqua...), queste sembreranno più grigie se non si sovraespone di un po' (più luce) rispetto a quanto indicato; allo stesso modo, le tonalità scure (abeti, pini, blu intenso, nero, fango...) sembreranno più chiare e smorte se non si sottoespone di un po' (meno luce).
Così è nata la tecnica del bracketing e del sistema zonale.